# چوپاکابرا
چوپاکابرا (به اسپانیایی: chupacabra) یا چوپاکابراس (به اسپانیایی: chupacabras), (تلفظ اسپانیایی: [tʃupaˈkaβɾas])، موجودی افسانه‌ای است که آن را ساکن آمریکای جنوبی می‌دانند و اولین گزارش‌های مربوط به دیده شدن آن در پورتوریکو پخش شد. نام آن از چوپار (chupar) به معنی مکیدن و کابرا (cabra) به معنی بُز گرفته شده، چون آن را موجودی می‌دانند که به احشام اهلی به‌ویژه بز حمله می‌کند و خون آن‌ها را می‌مکد.
اولین گزارش‌ها از دیده‌شدن این موجود در سال ۱۹۹۵ در پورتوریکو داده شدند. پس از آن، در سال‌های بعد گزارش‌های مختلف دیگری از مین در شمال آمریکای جنوبی تا جنوب شیلی داده شدند. حتی گزارش‌هایی از کشورهای خارج از آمریکای جنوبی مانند روسیه و فیلیپین داده شد، اما بیشتر این گزارش‌ها فاقد هرگونه شاهد و غیرقابل اثباتند. در برخی از گزارش‌هایی که از دیدن این موجودات در شمال مکزیک و جنوب ایالات متحده آمریکا داده شد، محققان تأیید کردند که موجودات مشاهده‌شده، سگ‌سانانی بودند که به بیماری پوستی مینچ(Mange) مبتلا شده‌بودند.

## باورها
زیست‌شناسان و مسئولان محیط زیست، چوپاکابرا را یک افسانهٔ محلی می‌دانند.
طبق روایت برخی از شاهدان، چوپاکابرا بویی شبیه به بوی گوگرد از خود برجای می‌گذارد و هنگام احساس خطر چشمانش قرمز رنگ می‌شود.

## در فرهنگ و هنر
قسمت ۱۱ فصل ۴ سریال پرونده‌های ایکس، دربارهٔ این موجود افسانه‌ای است.